# Best Of (RBD)
Best Of è un album di raccolta del gruppo musicale messicano RBD, pubblicato nel 2008.

## Tracce
1. Rebelde (DJ Kafka, Max Di Carlo) — 3:32
2. Sólo Quédate en Silencio (Mauricio Arriaga) — 3:37
3. Un Poco de tu Amor (DJ Kafka, Max Di Carlo) — 3:24
4. Sálvame (DJ Kafka, Max Di Carlo, Pedro Damián) — 3:43
5. No pares (Studio version) (Lynda, Carlos Lara) — 3:47
6. Nuestro Amor (Memo Méndez Guiu, Emil "Billy" Méndez) — 3:33
7. Aún Hay Algo (Carlos Lara, Karen Sokoloff) — 3:34
8. Este Corazón (Armando Ávila) — 3:29
9. Tras De Mí (Carlos Lara, Karen Sokoloff, Pedro Damián) — 3:11
10. Tu Amor (Diane Warren) — 4:37
11. Ser o Parecer (Armando Ávila) — 3:31
12. Celestial (Carlos Lara, Pedro Damián) — 3:28
13. Bésame sin miedo (Chico Bennett, John Ingoldsby) — 3:32
14. Inalcanzable (Carlos Lara) — 4:14
15. Empezar Desde Cero (Ávila) — 3:16